# Retrato de la Marquesa de Santa Cruz
El Retrato de la Marquesa de Santa Cruz (1805) es un óleo sobre lienzo de Francisco de Goya que se encuentra en el Museo del Prado tras ser adquirido por dicha institución en 1986.

## Análisis

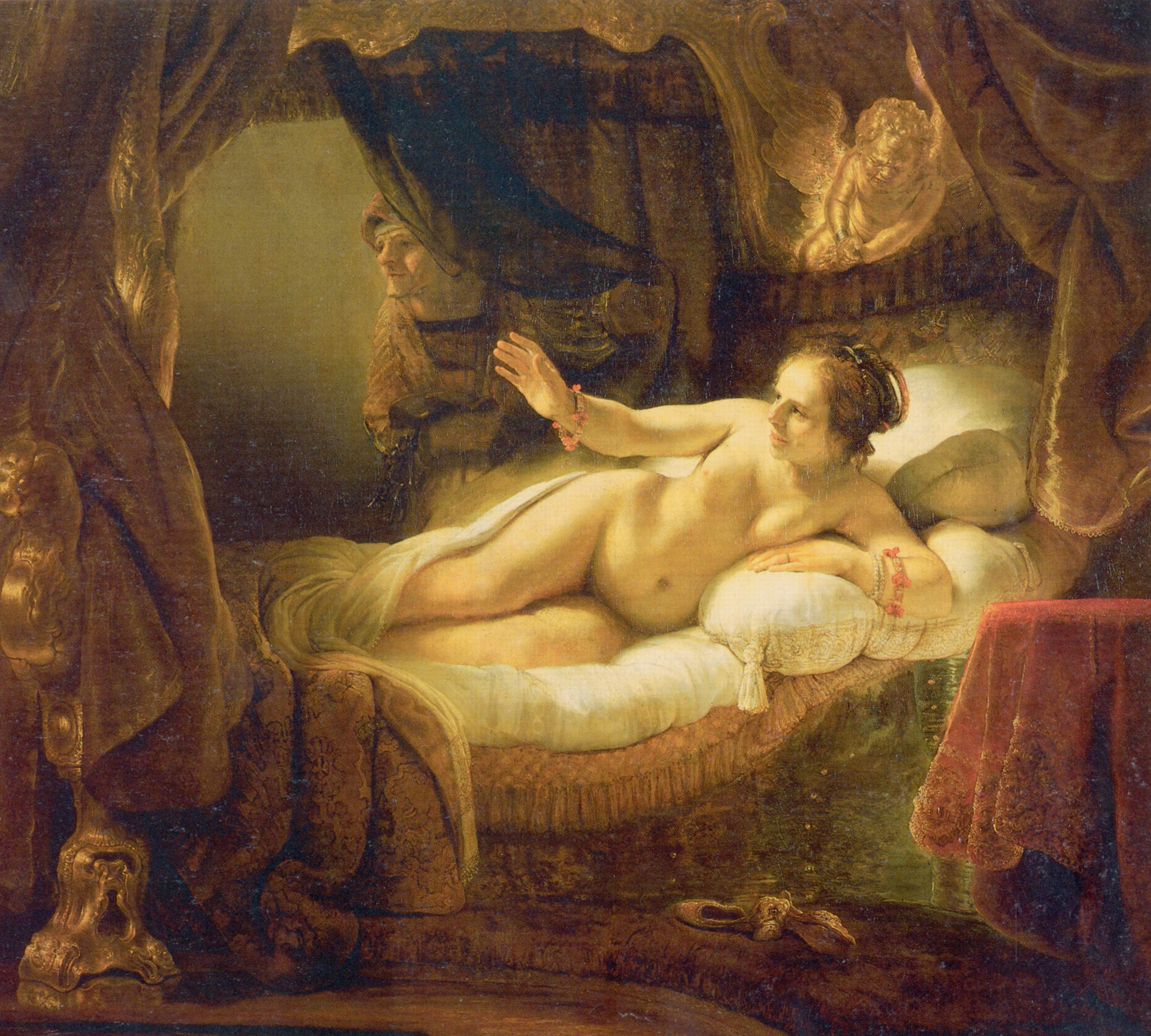
Cuadro de Rembrandt Harmensz iniciado en 1636.

El cuadro retrata a Joaquina Téllez-Girón y Pimentel, marquesa consorte del marqués de Santa Cruz, tras su boda en 1801 con José Gabriel de Silva-Bazán, primer director del Museo del Prado. Fue hija de los novenos duques de Osuna y una mujer culta que participaba en las tertulias ilustradas de la época. Goya la conocía desde niña y la incluyó en un retrato familiar, Los duques de Osuna y sus hijos, también en el Prado.[cita requerida]
Aquí está representada tumbada en un canapé rojo y sosteniendo un instrumento musical, que parece una lira pero que según el Museo del Prado es realmente una guitarra imitando su forma; su mástil es de tonalidad oscura por lo que pasa desapercibido. La dama luce un vestido blanco y va tocada con una corona de hojas de roble y bellotas (no de pámpanos y racimos de uvas, como usualmente se afirma), con lo que sigue la iconografía de la nereida Erato, musa de la lírica amatoria; alusión a sus inquietudes poéticas. La sorprendente esvástica pintada en el instrumento no es un añadido posterior; este símbolo de origen celta o anterior fue incluido por Goya seguramente como alusión mitológica. El diseño coincide con el del lauburu presente en el arte tradicional vasco.
El vestido es típico de la moda imperio de la época de Napoleón, con un escote muy bajo y una cintura alta, ceñida bajo el pecho, el cual realza. Esta vestimenta, décadas después, fue considerada demasiado atrevida y se cuenta que el cuadro era llamado por la familia propietaria «el de la abuela en camisón», si bien hay que insistir en que el vestido es de fiesta o uso formal, y no un camisón para dormir.[cita requerida]
Este cuadro es un ejemplo de la asimilación por parte de Goya del segundo estilo neoclásico o Estilo Imperio, surgido en los años iniciales del siglo XIX. En él el artista aragonés supera los moldes del neoclasicismo hispánico e italiano representado por Antón Raphael Mengs y los Tiépolo para entrar de lleno en los nuevos modelos franceses surgidos tras la Revolución francesa, en la línea de la escultura Paulina Borghese como Venus de Antonio Canova, realizada por estas mismas fechas.[cita requerida]
La técnica pictórica combina pinceladas pastosas en la zona del muslo derecho, que avivan la intensidad lumínica del blanco y otras más diluidas con las que se da forma a las telas granates, púrpuras y violáceas del canapé y a las cortinas. En estas zonas hay un sutil tratamiento de la veladura que produce en todo el cuadro una sensación de textura de gasas, delicadas y relacionadas con la sensualidad y erotismo que transmite la belleza de la joven.[cita requerida]

## Exportación ilegal y recuperación
El cuadro alcanzó singular resonancia en la década de 1980, al descubrirse que había sido exportado ilegalmente de España. No fue la primera peripecia que vivió.
Durante el siglo XIX y principios del siguiente perteneció a la colección del conde de Pie de Concha, de la Casa de Silva e hijo de los marqueses de Santa Cruz, y figuró en la primera exposición antológica de Goya, celebrada en el Prado en 1928. Durante la guerra civil española (1936-1939) fue evacuado por razones de seguridad a Suiza, junto con el núcleo más valioso de obras del Museo del Prado y de otros museos y colecciones españolas. Devuelto todo este contingente artístico a España tras la guerra, en 1940 el retrato de Goya fue supuestamente comprado por el dictador Francisco Franco a sus propietarios legítimos (un millón de pesetas), aunque nunca hubo pruebas de que efectuara el pago a la familia de Silva, para ser regalado a Hitler en la famosa Entrevista de Hendaya, en octubre de 1940. La razón de esta elección podría ser la presencia de una esvástica en la guitarra que sujeta la marquesa. Este símbolo, ahora tristemente asociado al nazismo, tiene en realidad un origen celta o anterior y Goya hubo de pintarlo como una alusión mitológica. Esta esvástica no es, como puede pensarse, un añadido moderno.[cita requerida]
Por causas no muy claras, la pintura finalmente no fue entregada a Hitler y se comenta que quedó en la aduana de Hendaya. Posteriormente pasó a la colección de Félix Fernández Valdés, una importante colección privada de Bilbao que reunió obras de artistas como Fernando Gallego, Luis de Morales, El Greco, Francisco de Zurbarán, Eduardo Rosales... En 1976, al fallecer el coleccionista, sus bienes se repartieron entre diversos herederos, y el cuadro de Goya fue vendido.[cita requerida]
Se contó que la pintura fue llevada desde Mallorca al extranjero por mar, y pudo pasar a Suiza. El experto William B. Jordan la vio en los talleres del Museo J. Paul Getty de California, donde barajaban comprarla, y creyendo anómalo que tal obra hubiese salido de España, alertó a los responsables del Museo del Prado. Se desveló que la documentación que respaldaba la exportación del cuadro era falsa, y el museo californiano no llegó a comprarlo. Fue devuelto a sus propietarios, cuya identidad no se reveló.
El cuadro reapareció un par de años después: lo poseía un noble inglés, Lord Wimborne, quien decidió subastarlo en Londres en 1986. Al anunciarse la venta, el gobierno español interpuso una demanda, alegando que la obra había sido exportada ilegalmente. De haber seguido los trámites legales, seguramente la pintura no hubiese salido al extranjero al ser declarada Bien de interés cultural.[cita requerida] Rodrigo Uría Meruéndano participó gratuitamente como abogado en representación del Estado español en la recuperación del lienzo.
El litigio concluyó con la suspensión de la subasta y la recuperación del cuadro, que se adscribió al Museo del Prado, aunque se tuvo que indemnizar a Lord Wimborne con el precio estimado, 6 millones de dólares, casi 900 millones de pesetas de la época, ya que se entendió que él desconocía el origen dudoso de la obra pues la compró a un intermediario. Para cubrir dicha cifra, el gobierno español hubo de reunir dinero aportado por diversas empresas. Se cuenta que pidió ayuda al barón Hans Heinrich Thyssen-Bornemisza, pero no se llegó a un acuerdo pues el barón proponía adquirir la pintura a medias con el Estado español para exhibirla periódicamente en su museo de Lugano; condición que el gobierno consideró inasumible.[cita requerida]
El barón hubo de ver un especial aliciente en esta pintura porque su presumible comprador, en caso de subasta, habría sido el Museo J. Paul Getty de Los Ángeles, con el cual rivalizaba. De hecho, años después hizo una generosa contribución para evitar la salida de Gran Bretaña de Las tres Gracias de Canova, escultura que el citado museo deseaba. El barón aportó el dinero a cambio simplemente de que esta escultura fuera luego prestada para ser expuesta temporalmente en su museo de Madrid.[cita requerida]
A pesar de que La marquesa de Santa Cruz no puso de acuerdo al gobierno español y el barón Thyssen, este primer contacto fue fructífero a la larga, pues dio paso a las negociaciones para la fundación del Museo Thyssen-Bornemisza en Madrid.[cita requerida]
Ahora, según las investigaciones de Pilar Silva y Javier Novo en octubre del 2020, se ha descubierto que Francisco Franco se pudo haber aprovechado de su posición para adquirir o usurpar el cuadro al Conde de Pie de Concha, cuyos descendientes serían los legítimos propietarios.

## Inspiración para Hollywood
En 2015, un pastiche basado en este retrato de Goya fue elaborado para el filme de comedia Mortdecai, protagonizado por Johnny Depp, Gwyneth Paltrow y Ewan McGregor; en la película el retrato es La duquesa de Wellington. Esta versión ficticia invierte la composición de Goya (la cabeza está a la derecha), y da al personaje un rostro y peinado diferentes.[cita requerida]